# Stormbringer (Lied)
Stormbringer ist ein Lied der britischen Rockband Deep Purple, der 1974 auf ihrem gleichnamigen Album veröffentlicht wurde, und bald danach auch als Single erschien. Der auf einer Bluesrock-Funk-Mischung basierende Hardrocksong gilt auch als Vorläufer des Gothic-Metal-Genre.

## Hintergrund
Stormbringer wurde im August des Jahres 1974 in den Münchner Musicland Studios eingespielt. Musikalisch erinnert das Riff an das von Speed King, an dessen musikalische Dringlichkeit es aber durch das geringere Tempo nicht herankommt. Textlich ist der Song von Fantasy beeinflusst. David Coverdale wählte den Songtitel in Anlehnung an das „magische schwarze Schwert Stormbringer“ aus einem Buch des Science-Fiction-Autors Michael Moorcock.

## Liveaufführungen
Live wurde das in der Studioversion sanfter gespielte Gitarrensolo von Ritchie Blackmore (später auch von Blackmores Nachfolger Tommy Bolin) elektronisch verstärkt und lebte vor allem von seinem düsteren, dumpfen und hämmernden Sound. Stormbringer war Anfang 1975 sowie Anfang 1976, bei der Auflösung Deep Purples, fester Bestandteil in deren Liveprogramm. Es findet sich neben zahlreichen Konzertaufzeichnungen auch auf dem 1975 aufgenommenen und 1976 erschienenen Livealbum Made in Europe wieder. Das Ende des Songs nutzte die Band live für eine kurze Improvisationseinlage. Nach der Reunion von Deep Purple wurde Stormbringer aus dem Liveprogramm gestrichen, und bis heute nicht mehr live aufgeführt.

## Coverversionen
2015 wurde Stormbringer gemeinsam mit 14 anderen Liedern aus der „Coverdale-Ära“ auf Whitesnakes The Purple Album veröffentlicht. Stormbringer wurde durch diverse Bands aus dem Rock- und Metalgenre wie Van Canto, Jørn Lande (Jorn), Dario Mollo & Tony Martin, dem Ex-Deep Purple Bassisten Glenn Hughes und Vulture gecovert.